# 伊賀忍術伝 五神の書
『伊賀忍術伝 五神の書』 (いがにんじゅつでん ごじんのしょ) は、ジャレコが1988年9月に発売した業務用ビデオゲーム。奪われた巻物を取り戻すため、忍者の若者が世界各地を転戦する横スクロールアクションゲームである。
ジャレコのシステム基板「メガシステム1」の第4弾ソフトとして発売された。
海外でのタイトルは『NINJA KAZAN』。

## ゲーム内容
奪われた密書「五神の書」を取り戻すという使命を負った忍者カザンを操作し、世界各地で戦うアクションゲームである。
カザンは武器と忍法を操って敵と戦う。最初は一つの忍法しか使えないが、各ステージのボスを倒して密書を取り戻すことによって、より強力な忍法が使用可能となる。
1レバーと2ボタンで主人公、「カザン」を操作。レバーでカザンを動かし、Aボタンで攻撃、Aボタン長押しで忍法を発動、Bボタンでジャンプする。ジャンプは押す長さにより高度を変え、また空中制御もきく。ジャンプ中にレバーを斜め上に入力すると回転ジャンプとなり、またジャンプ中に下+攻撃ボタンで下突きを繰り出す。
ステージの特定箇所では老人から武器を貰う事ができ、初期装備の刀から、手裏剣→鎖鎌→くないとパワーアップしていく。ただし、くないを所持している状態の時にダメージを受けると鎖鎌にパワーダウンし、ミスをすると武器は初期装備の刀へと戻る。
全6ステージのライフ、残機併用制で、ライフが無くなる、または制限時間が無くなると1ミス、戻り復活制で、ミスした場合は特定地点からの再開となる。残機が全て無くなるとゲームオーバー、クレジットを投入しコンティニューすると特定地点からのゲーム再開となる。

### 忍法
忍法はAボタン長押しで溜めて放すと発動し、長く押すほどより上位の忍法を使う事ができる。また、忍法で敵をまとめて倒すと入るスコアに倍率が掛かる。
- 火炎玉 - 1番目の忍法。最初から使用可能。一直線に火の球を放つ。やや射程は短い。
- 風雪波 - 2番目の忍法。ROUND 2から使用可能。一直線に上下に広がる攻撃を放つ。「火炎玉」より射程が長い。
- 火山道 - 3番目の忍法。ROUND 3から使用可能。上下左右の4方向に攻撃する。射程は長く画面端まで届く。
- 爆風電 - 4番目の忍法。ROUND 4から使用可能。自機の周りの敵を爆発で攻撃する。
- 地神龍 - 5番目の忍法。ROUND 5から使用可能。画面上の敵を攻撃する。

### アイテム
アイテムはステージ中に置いてある宝箱を開けたり、赤い法師姿の敵を倒すと出現する。
- おにぎり - スコアアイテム。100点。
- 寿司 - スコアアイテム。500点。
- 金 - スコアアイテム。1,000点。
- しゃちほこ - スコアアイテム。10,000点。
- 力 - ライフを1つ回復させる。「力」の文字が書かれている。
- 忍 - ライフを全回復させる。「忍」の文字が書かれている。
- 心 - ライフゲージの上限が増える。青いアイテムに「心」の文字が書かれている。
- 忍術 - 画面上の敵を一掃する。
- ジャレコ虫 - 残機が一つ増える。アイテムの中では唯一、自機から逃げるように移動する。

## ストーリー
伊賀の里で代々受け継がれていた、忍法を記した5つの密書「五神の書」が何者かによって奪われてしまった。日本各地の伊賀忍者による必死の捜索によって、なんとか密書を1冊取り戻し、残りの密書の手がかりとなる世界地図も発見できた。そして、残りの密書を探すため、伊賀忍者の若者「カザン」が世界地図を頼りに旅に出た。

## ステージ構成
ROUND 1 アメリカ
ネイティブ・アメリカン達と戦う。ボスは大岩を投げてくる男。
ROUND 2 アフリカ
現地の原住民達と戦いを繰り広げる。ボスはトーテムポールのようなもので、下段、中段、上段と計3体を相手取る。
ROUND 3 ギリシア
鎧姿の闘士や、有翼人、鳥が襲ってくる。ボスはケンタウロス。人、爬虫類、竜のような顔と形態が3つあり、それぞれ攻撃手段も異なる。
ROUND 4 インド
象や妖怪が襲ってくる。ボスは阿修羅のような敵で、3つの攻撃形態を駆使してくる。
ROUND 5 日本
忍者や、ROUND 3に現れた鳥が登場する。ボスは鬼の面を付けた赤い装束の忍者。ボスとの戦闘中ひっきりなしに鳥が襲ってくる。
ROUND 6 日本
引き続き日本が舞台。雑魚敵もROUND 5と同じものが出現する。ボスは2人組の禿げ頭の忍者。これを倒すとラストボスである骸骨姿の敵が登場する。

## 移植版
| No. | タイトル            | 発売日       | 対応機種                      | 開発元   | 発売元     | メディア                              | 型式 | 備考                      |
| --- | ------------------- | ------------ | ----------------------------- | -------- | ---------- | ------------------------------------- | ---- | ------------------------- |
| 1   | 伊賀忍術伝 五神の書 | 2021年2月4日 | PlayStation 4 Nintendo Switch | ジャレコ | ハムスター | ダウンロード (アーケードアーカイブス) | -    | 海外版(NINJA KAZAN)も収録 |

## 関連作品
- ラッシング・ビート乱 複製都市(1992年) - プレイヤーキャラクターとして本作の主人公と同名のキャラクターが登場する(そちらでは「華斬」と表記されている)。